# Uptown (Brisbane)
Pour les articles homonymes, voir Uptown.
Uptown est un centre commercial de Brisbane, dans le Queensland, en Australie. Il est situé le long de Queen Street Mall dans le centre d'affaires de Brisbane.